# エフエムひこねコミュニティ放送

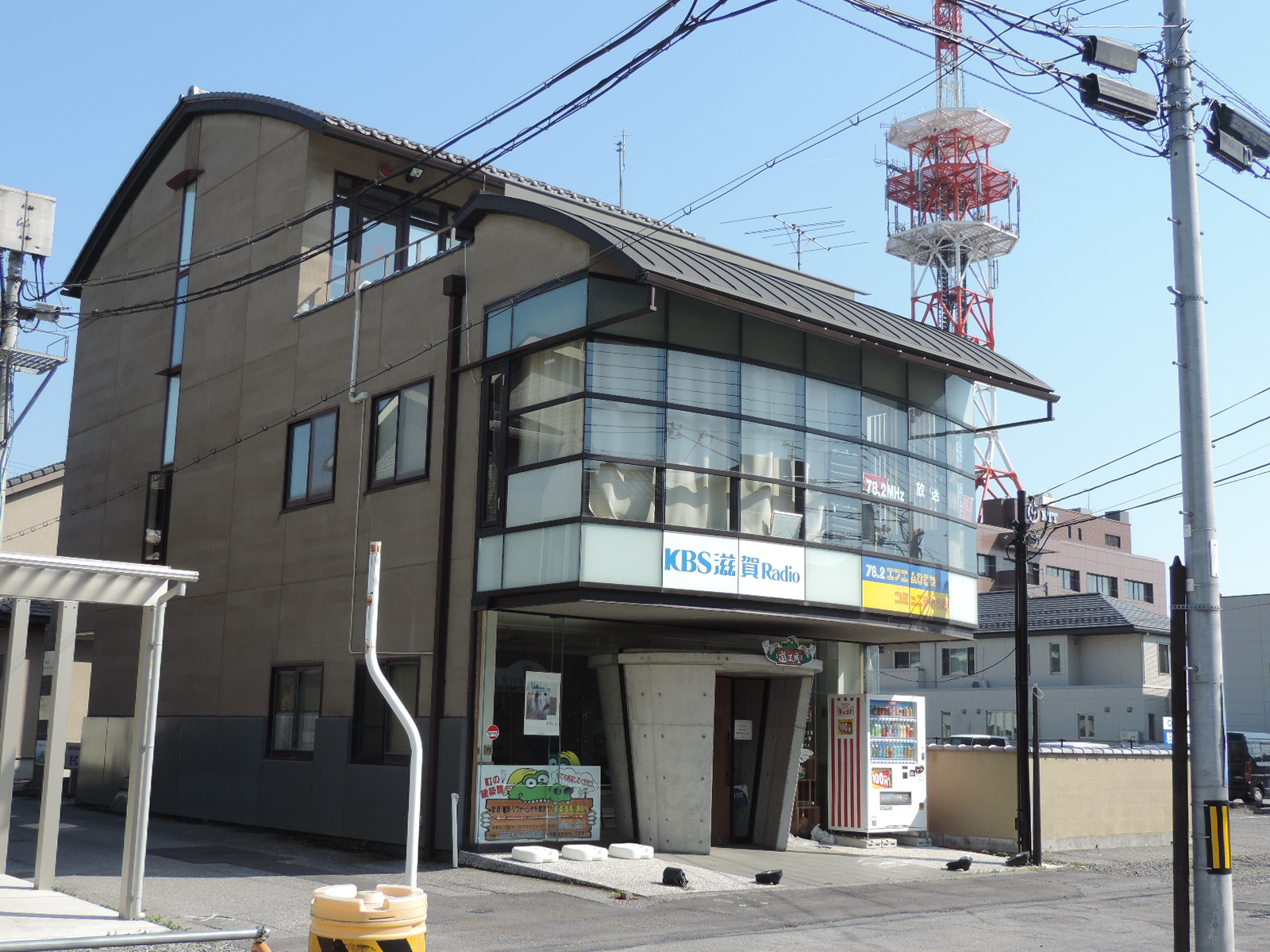
KBS滋賀・FMひこねが入るOBPビル（滋賀県彦根市）

エフエムひこねコミュニティ放送株式会社は、滋賀県彦根市、犬上郡豊郷町、甲良町及び多賀町の各一部地域を放送区域とする超短波放送（FMラジオ放送）の特定地上基幹放送事業者である。

## 概要
滋賀県初のコミュニティ放送局である。
放送エリアは、彦根市・豊郷町・甲良町・多賀町・愛荘町・東近江市（一部）の約6万世帯、18万人。カーラジオでは上記周辺の湖東・湖北地域で受信可能としている。また、彦根市・豊郷町・甲良町・多賀町とは防災協定も結んでいる。
かつては、自社製作番組以外の時間帯に、『大西貴文のTHE NITE』等ミュージックバード製作の番組を放送していた。
2025年4月から、毎週水曜日の8:00 - 16:58の時間帯については長浜市の情報を中心に編成し、生放送番組も長浜から放送する。当該時間帯のステーションネームを「ながはまFM」、その他の時間帯を従来からの「エフエムひこね」とし、双方を総合したステーションネームを「びわこの東のFM」と改めた。これに対応するような送信諸元の変更はしていない。ながはまFMは将来的にエフエムひこねから分離・独立した放送局の開局を目指している。

## 沿革
- 2001年（平成13年）
  - 3月17日 - FMひこねコミュニティ放送設立準備委員会の曽根正幸代表が第1回スタッフ会議を実施。[要出典]。
  - 4月28日 - 「設立準備委員会」を設ける[要出典]。
- 2002年（平成14年）
  - 6月20日 - エフエムひこねコミュニティ放送株式会社設立[1]。
  - 7月22日 - 放送局（現・特定地上基幹放送局）の予備免許取得[5]。
  - 9月18日 - 放送局（現・特定地上基幹放送局）の本免許取得し、サービス放送開始[6]。
  - 9月29日 - 放送開始[2]。
- 2006年（平成18年）
  - 7月19日 -『君とSpeak!夜はsark!DX』が、FMマザーシップ（和歌山県湯浅町）と2局ネットになる[要出典]。
- 2009年（平成21年）
  - 1月12日 - B-WAVE（近江八幡市）の支援を目的に、近江コミュニティFMネットワークを同局と結成。一部番組のネットを開始[要出典]。
  - 3月31日 - B-WAVEの支援から撤退する。また、近江コミュニティFMネットワークによる放送も終了する[7]。
  - 6月5日 -『ええやん』が、HARBOR STATION（福井県敦賀市）・Radio Sweet（東近江市）と3局同時ネットになる。(2010年3月26日終了)[要出典]
- 2010年（平成22年）4月2日 -『らじおケイちゃんねる』が、HARBOR STATION・Radio Sweetと3局同時ネットになる[要出典]。
- 2013年（平成25年）4月10日 - 同じ彦根市内に演奏所を構えていたKBS滋賀が、OBPビルに移転。3階を事務所として使用し、スタジオは2階にあるエフエムひこねのスタジオを使用する[要出典]。
- 2025年（令和7年）4月9日 - ながはまFMとしての番組を開始。あわせてステーションネームをびわこの東のFMとする。

## 主な制作番組
- ますみの笑顔でおはよう（月曜 - 金曜 7:00 - 9:00）
  - 11:40 - 11:50　（月）地名しりとり（制作：彦根FMクラブ）
  - 8:44 - 8:58　（火・水・木・金）この人にあいたい（制作：彦根FMクラブ）
- 夕やけホッとTIME（月曜 - 金曜 17:00 - 18:00）
  - 月曜：MINAKO
  - 火曜：ウイングスパン
  - 水曜：ひこねのまえぼー
  - 木曜：滋賀大学 彦根キャンパス放送研究会※生放送
  - 金曜：劇団プラネットカンパニー
- 782ミュージックセレクション（月曜 - 木曜 21:00 - 翌朝6:30、金曜 21:00 - 翌朝10:00、土曜 11:00 - 18:00、20:00 -翌朝8:00、日曜 10:00 - 12:00、13:00 - 14:00、15:00 - 18:00、19:00 - 翌朝6:30）

土曜・日曜の時間帯は782セレクションを中心に編成される。実施状況により日曜深夜25時～26時まで休止する場合がある。
- 市民向けの情報は毎時報明け（7:00～20:00）に放送される。
- 土日どこ行く?～滋賀、三重、福井のコミュニティFM4局共同制作番組～（敦賀FM放送、スズカ・ヴォイスFM、びわ湖キャプテン共同制作）

## その他
- かつて 四番町スクエア、アルプラザ彦根にサテライトスタジオを設置していたが、現在は全て閉鎖されている。